# Крёйер, Хенрик Николай
Хенрик Николай Крёйер (дат. Henrik Nikolai Krøyer; 22 марта 1799, Копенгаген — 14 ноября 1870, Копенгаген) — датский зоолог и филэллин.

## Биография
Родился в Копенгагене в 1799 году, брат композитора Ханса Эрнста Крёйера. Первоначально изучал медицину, поступив в Копенгагенский университет в 1817 году. Позже перешёл на факультеты истории и филологии. Будучи студентом поддержал движение Филэллинизма и принял участие волонтёром в Освободительной войне Греции, вместе с несколькими другими датскими студентами. О своём участии в Греческой революции Крёйер написал мемуары.
По возвращении из Греции, Крёйер вновь проявил интерес к зоологии. В 1827 году он получил должность помощника профессора в Ставангере, где он познакомился и позже женился на Берте Сесилии Гьесдаль. Сестра Берты, Эллен Гьесдаль, была не в состоянии вырастить своего ребёнка, и Хенрик и Берта усыновили мальчика, который принял имя Педер Северин Кройер, став впоследствии под этим именем известным художником. Крёйер вернулся в Копенгаген в 1830 году, где получил должность профессора естественной истории в Военной академии. По причине отсутствия учебников Крёйер написал и издал книгу Grundtræk til Vejledning ved naturhistorisk Undervisning (1833).
В течение свой карьеры он часто выходил в море от датского побережья, изучая морскую жизнь, в особенности рыб и ракообразных. Результаты своих исследований он опубликовал в своей основной работе Danmarks Fiske («The Fish of Denmark», 3 volumes, 1838—1853). В течение своей жизни он посетил большую часть побережья Западной Европы, а также Ньюфаундленда. С ухудшением здоровья он был вынужден оставить в 1869 году пост главы Зоологического Музея Университета Копенгагена, который он возглавлял с 1847 года.